# Зорац-Карер
Зорац-Карер (арм. Զորաց Քարեր — камни воинов, каменное войско), Кошун-Даш (азерб. Qoşundaş — войсковые камни) или Караундж (арм. Քարահունջ — поющие камни) — древний мегалитический комплекс, расположенный на горном плато на высоте 1770 метров над уровнем моря, в Сюникской области Армении, в трёх км к северу от города Сисиан. Комплекс состоит из множества больших стоячих камней, часть из которых имеет круглые отверстия в своей верхней части. Историко-культурный заповедник (с 2009).

## Описание

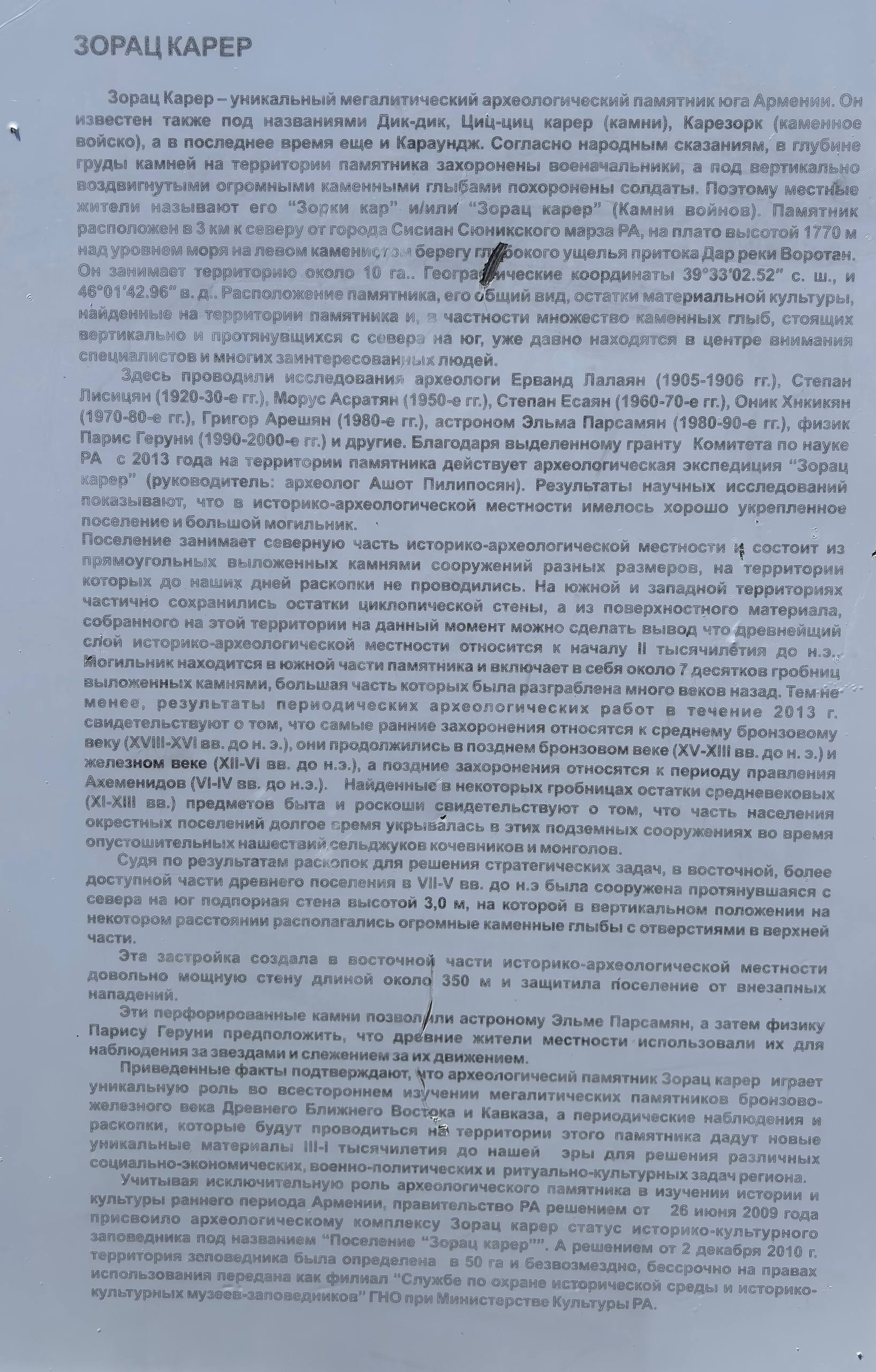
Описание

Комплекс расположен на поле, усеянном камнями, которые и послужили для него строительным материалом. Само сооружение состоит из 223 (только пронумерованных) базальтовых (андезитовых) камней высотой 1,5—2,8 м, весом до 8,5 т. Часть камней выстроена в довольно неровный ряд, протянувшийся с северо-запада на юго-восток. В центре ряда камни образуют овал, на противоположных сторонах которого просматриваются проходы-коридоры. В центре имеется ещё одна окружность и каменный курган. Сбоку кургана имеется гробница в виде каменного ящика.
Имеются и отдельно стоящие камни.
Камни выветрены и покрыты мхом и лишайниками. Много сломанных и ненумерованных камней.
Наиболее интригующей деталью сооружения являются сквозные отверстия диаметром 4—5 см в верхней части 80 камней. Сделаны они грубо, некоторые получились не прямыми, а под углом, так как коническое сверление производилось с двух сторон. Отверстия внутри имеют лучшую сохранность, чем поверхность камней. В настоящее время стоят 37 камней с 47 отверстиями.
Имеется также небольшой кромлех из мелких камней. Есть и современное творчество — круг в круге.

### Возраст
О возрасте сооружения нет консенсуса. Существуют различные оценки, от 5,7 тыс. до 2 тыс. до н. э.

## Назначение
Комплекс находился рядом с поселением бронзового века, к которому и относился. Он явно имел не единственную функцию, которые проявлялись одновременно, или в разные периоды существования. Возможно, самое древнее назначение, которое определяет общую конфигурацию сооружения — загон для скота. Отверстия в верхней части камней предназначены для протаскивания в них верёвок или ремней, на которые можно было вешать загородки в виде сеток, матов, шкур.
Несомненна и погребальная функция, так как имеется каменный ящик в кургане, а под менгиром обнаружено захоронение.
Предпринимались усилия для доказательства, что комплекс является древней обсерваторией. Семнадцать камней были связаны с наблюдениями восхода и захода Солнца в дни солнцестояния и равноденствия, а также с 14 фазами Луны. Но данные попытки являются неубедительными, хотя бы из-за того, что отверстия относительно хорошо сохранились для доисторического времени. А кроме того, они не сужают поле зрения наблюдателя в достаточной степени.

## Названия
Другие названия — Зорки кар, Зорки карер («камни воинов»), Зорац Кар («каменное войско»).
В 1985 году Эльма Парсамян связала комплекс с находящимся в том же районе Зангезура селом Карахундж. Название села разбивалось на части «кара» (каменный) и «хундж» (букет, hunge→punge) и проводилась параллель с названием Стоунхендж в виду внешнего сходства объектов и предположительного астрономического назначения.
В 29 километрах к востоку от комплекса, близ города Горис, есть одноимённое село Караундж, в 80-90 километрах к северо-востоку, в Нагорном Карабахе, есть ещё 2 села имеющих то же название. Название Караундж (Քարահունջ) состоит из двух армянских слов «кар» (քար) то есть «камень» и «hундж» (հունջ) или «hунч» (հունչ) то есть «голос», «эхо», «звук», собственно название «Караундж» может быть переведено как «говорящие камни». Армянский историк Степанос Орбелян в своём труде «История Сюника» (XIII век) упоминает село Карундж близ города Сюник/Сисакан (современный Сисиан). Это название переводится с армянского как «каменное сокровище» или «фундаментальные камни».
Филолог Грач Мартиросян критикует гипотезу о связи названий Карахундж и Стоунхендж.
Комплекс также известен под тюркским названием Гошун-Даш (тур. Koşun taş — войсковые камни). По народному преданию в дольмене погребён военачальник, а под отдельно стоящими камнями его воины: отсюда и название: «войсковые камни».

## Исследования и экспедиции
Впервые об астрономическом предназначении памятника заговорили археолог О. Хнкикян и астроном Э. Парсамян в 1980-х.
Радиофизиком академиком Парисом Геруни было организовано несколько экспедиций (в том числе и с международным участием) к памятнику. В 2004 он издал книгу «Армяне и Древнейшая Армения», в которой выдвинул гипотезу о том, что наличие в камнях отверстий свидетельствует о том, что Зорац-Карер (Карахундж) был древнейшей обсерваторией.
В сентябре 2010 Оксфордский университет совместно с Королевским географическим обществом исследовали Караундж — экспедиция была организована оксфордским астрофизиком доктором физ.-мат. наук М. Варданяном, чтобы проверить предыдущие результаты, а также для производства современных 3D-карт памятника. Руководитель экспедиции М. Варданян заявил, что памятник может быть одной из старейших обсерваторий в мире.

## Фотографии

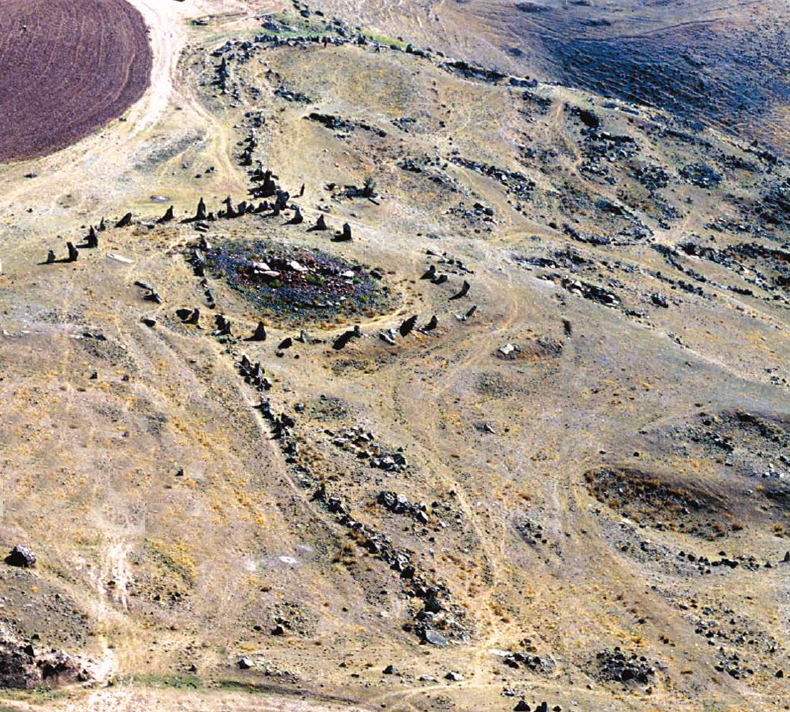
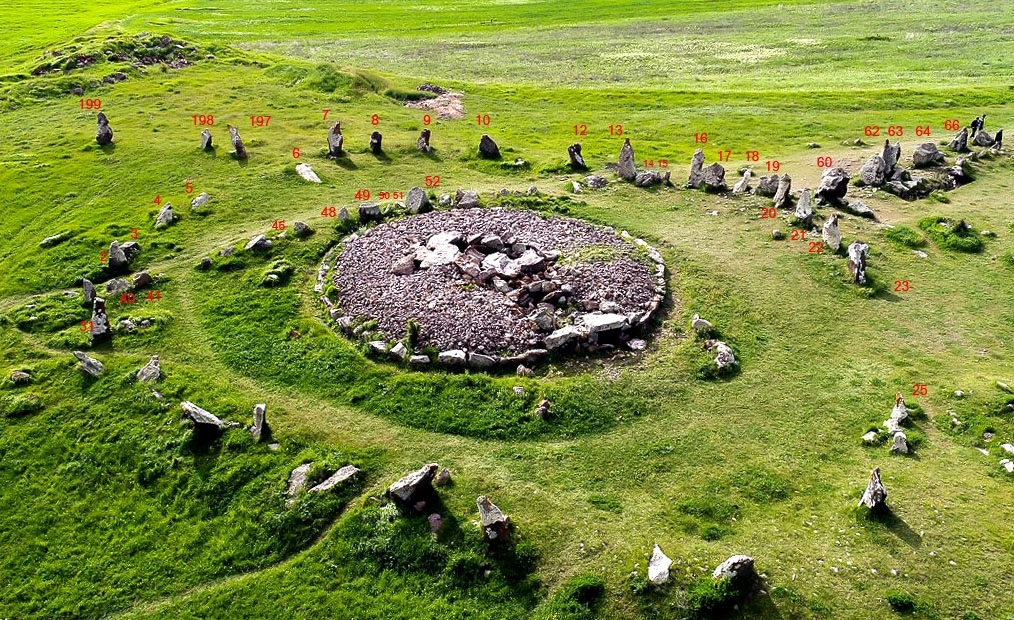
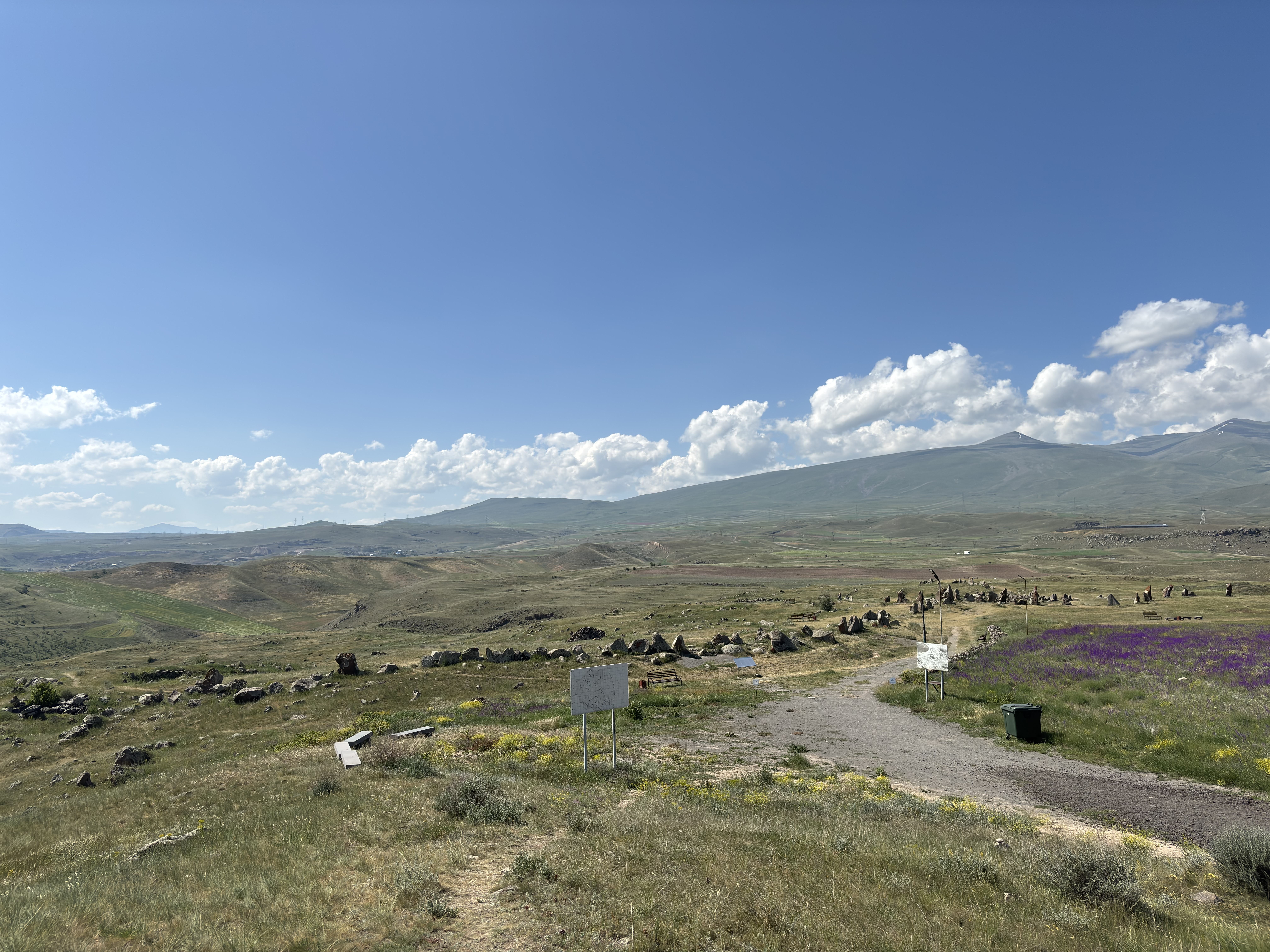
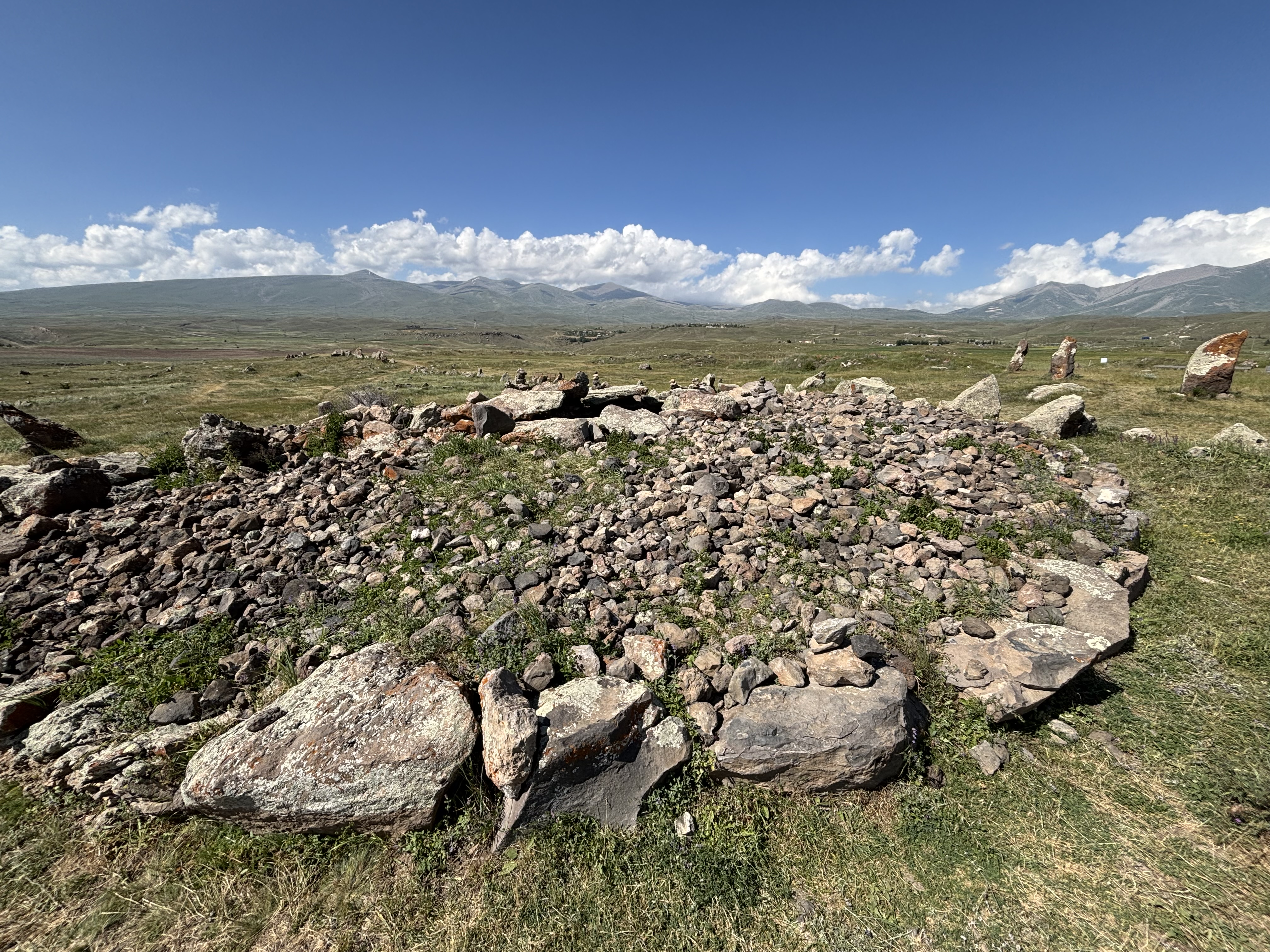
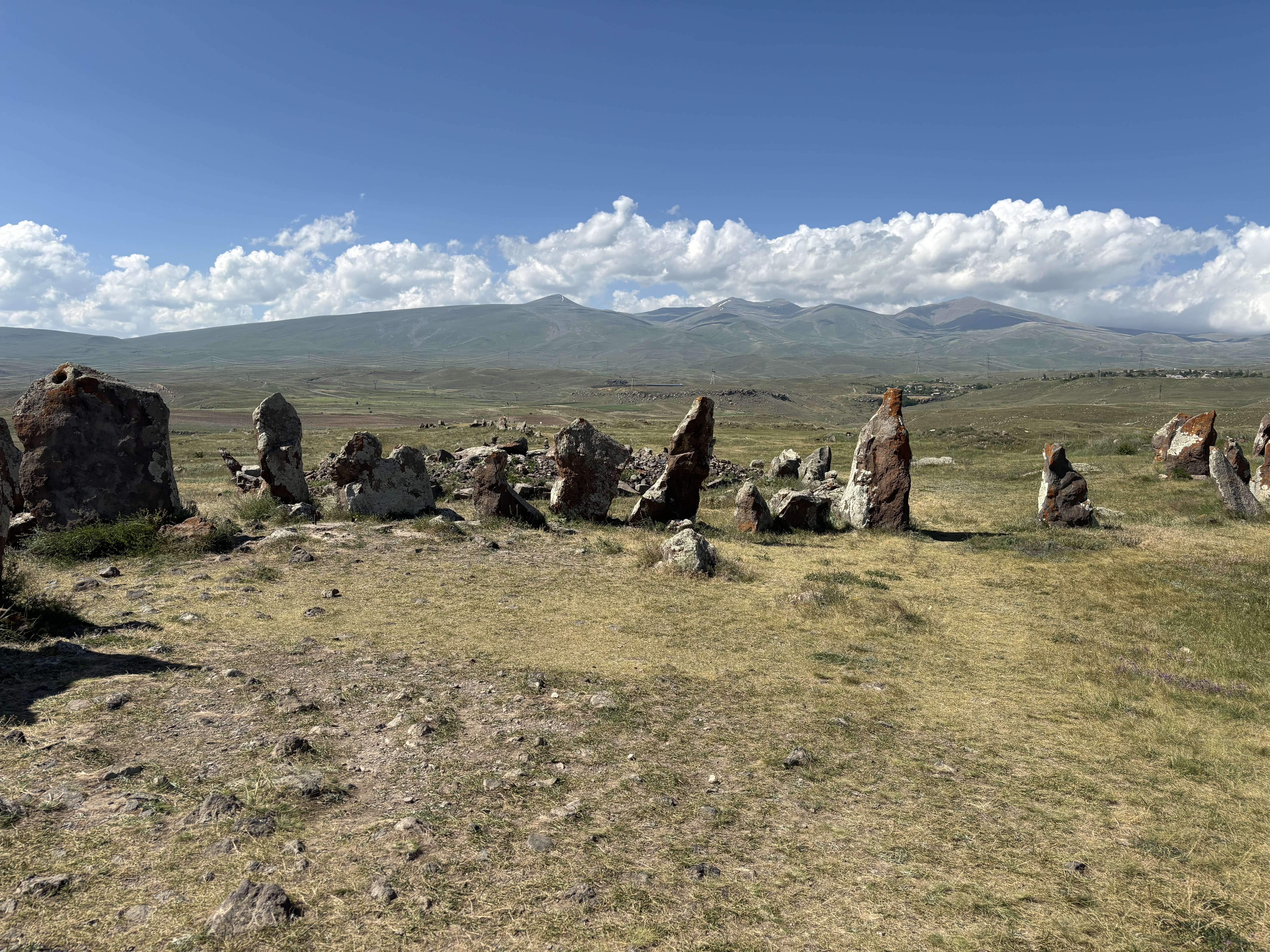
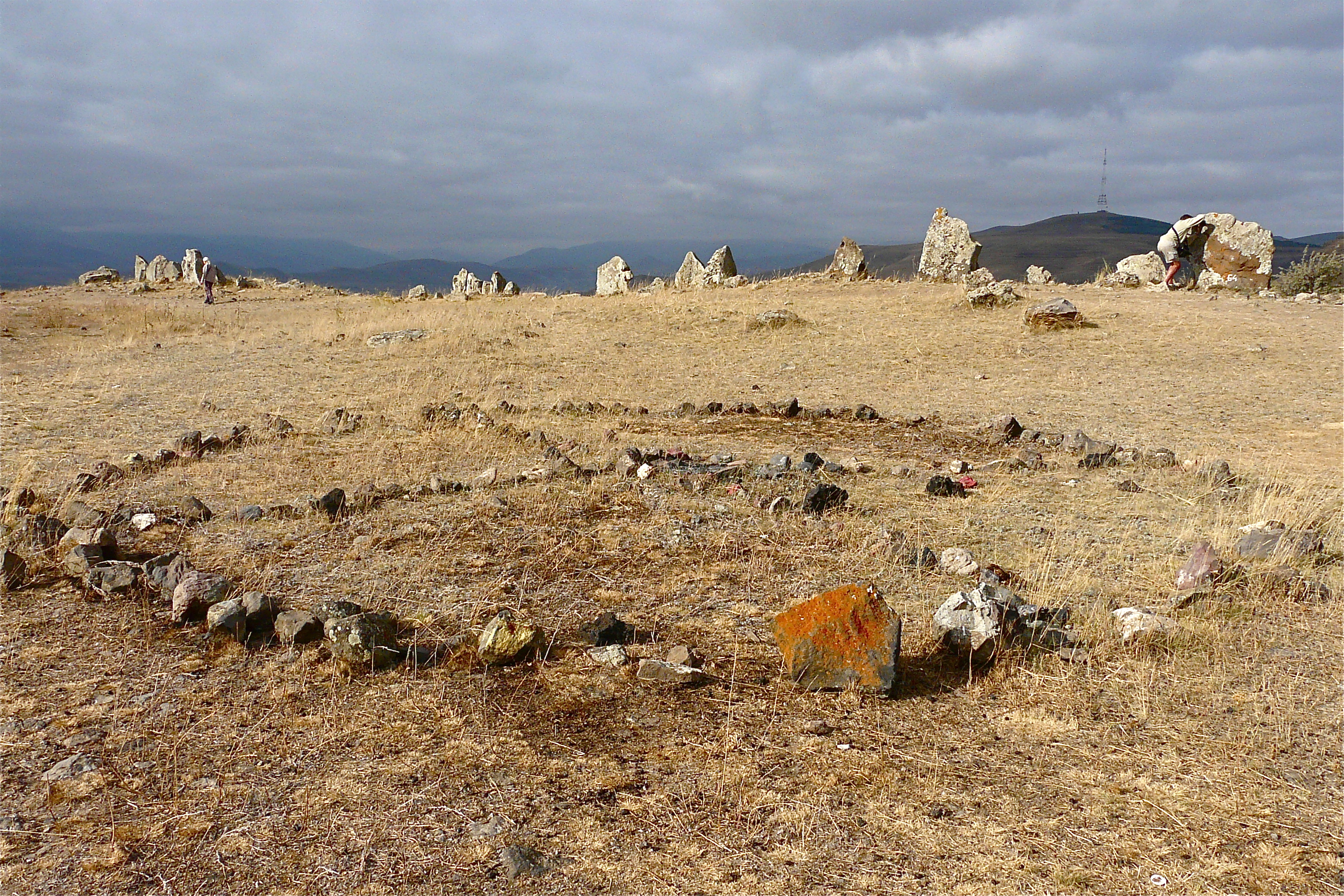
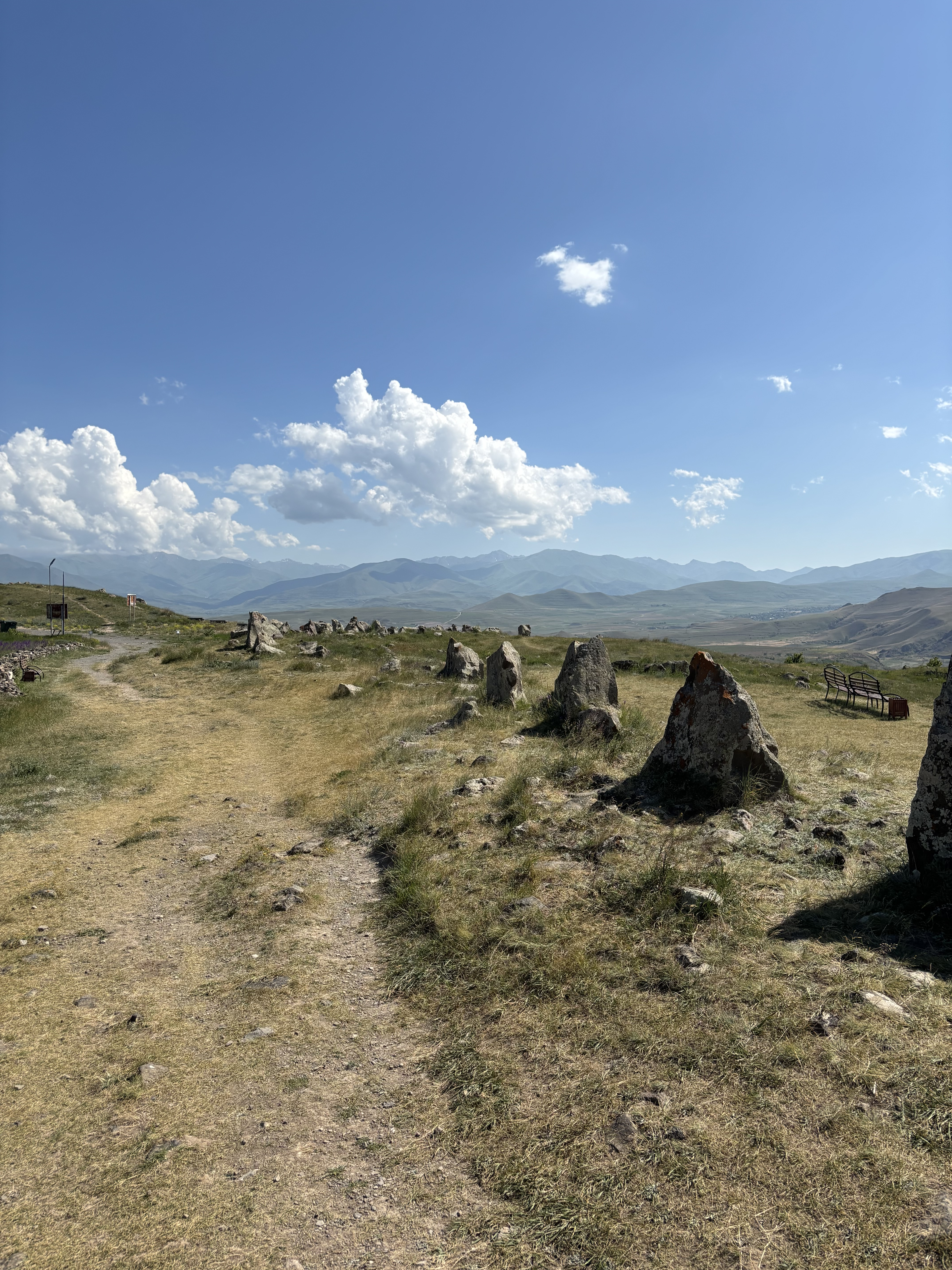
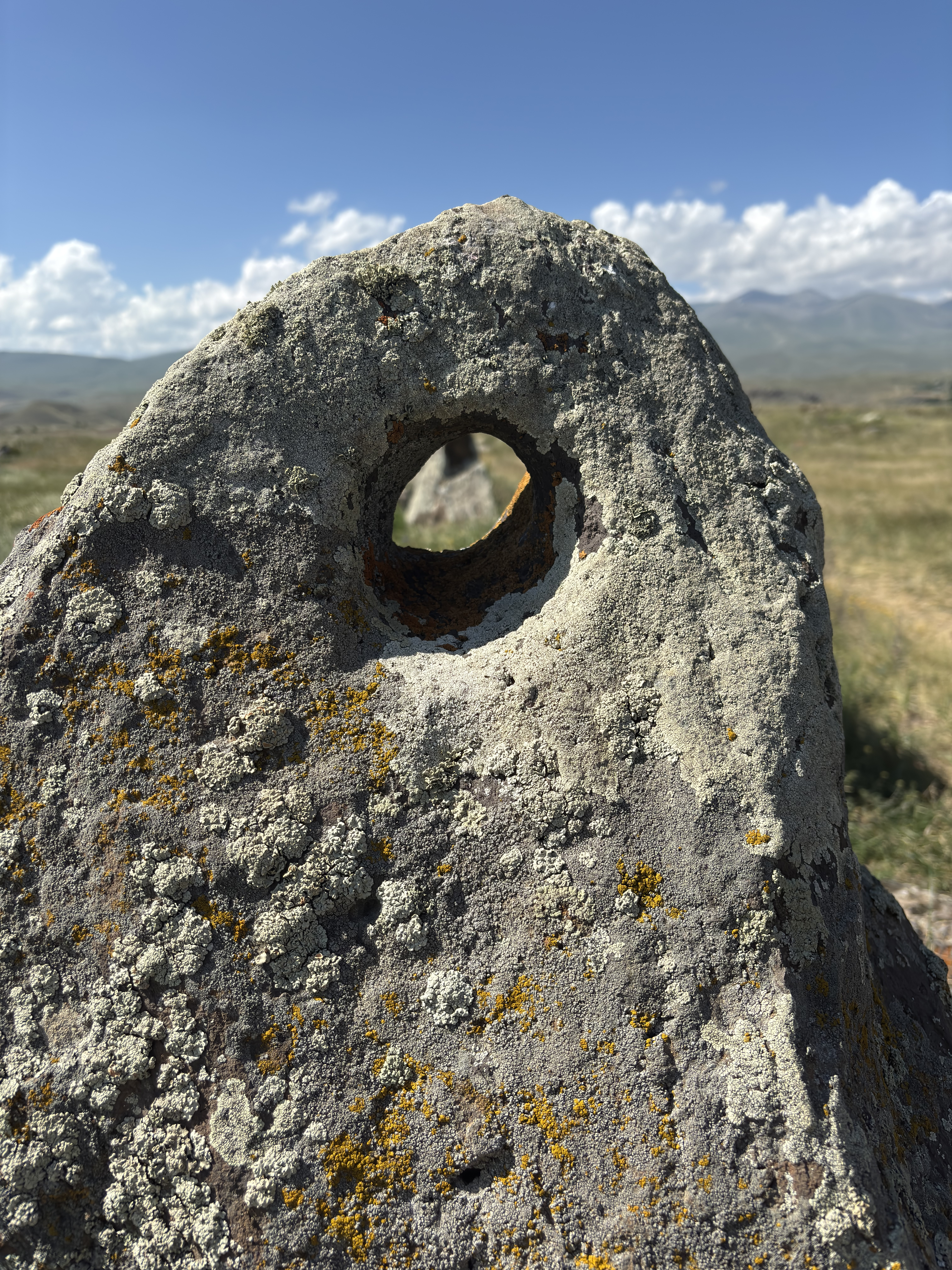
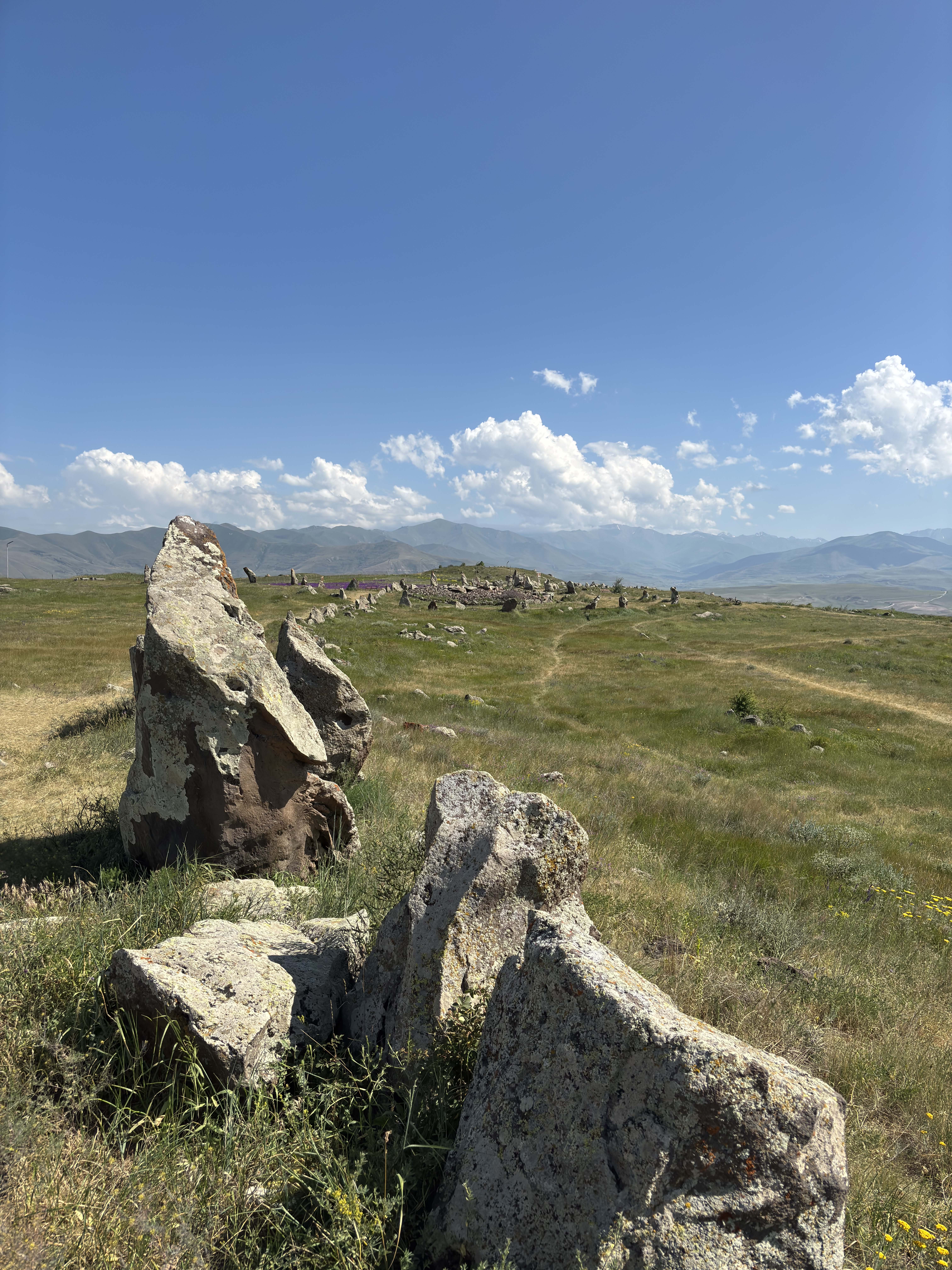
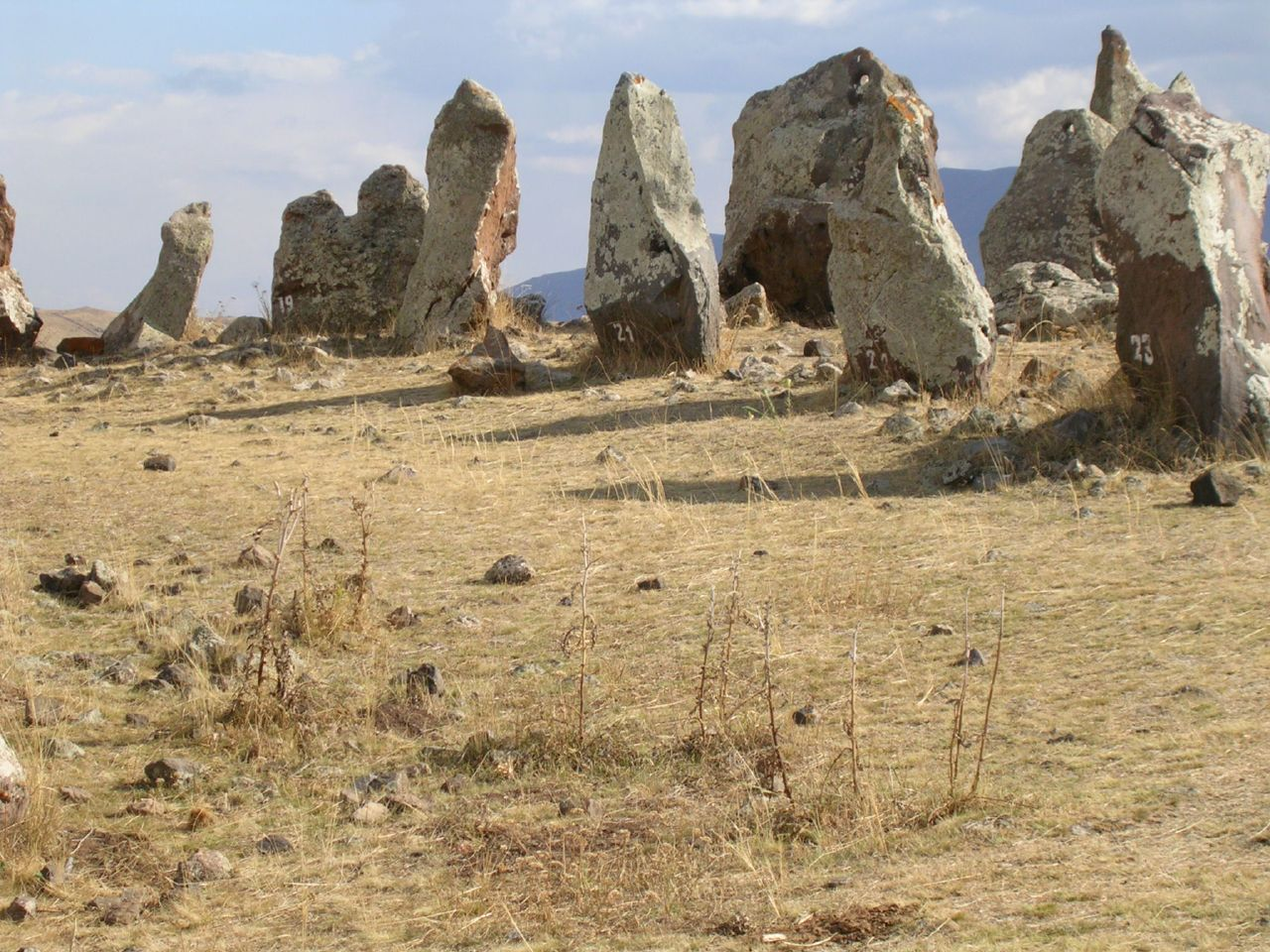
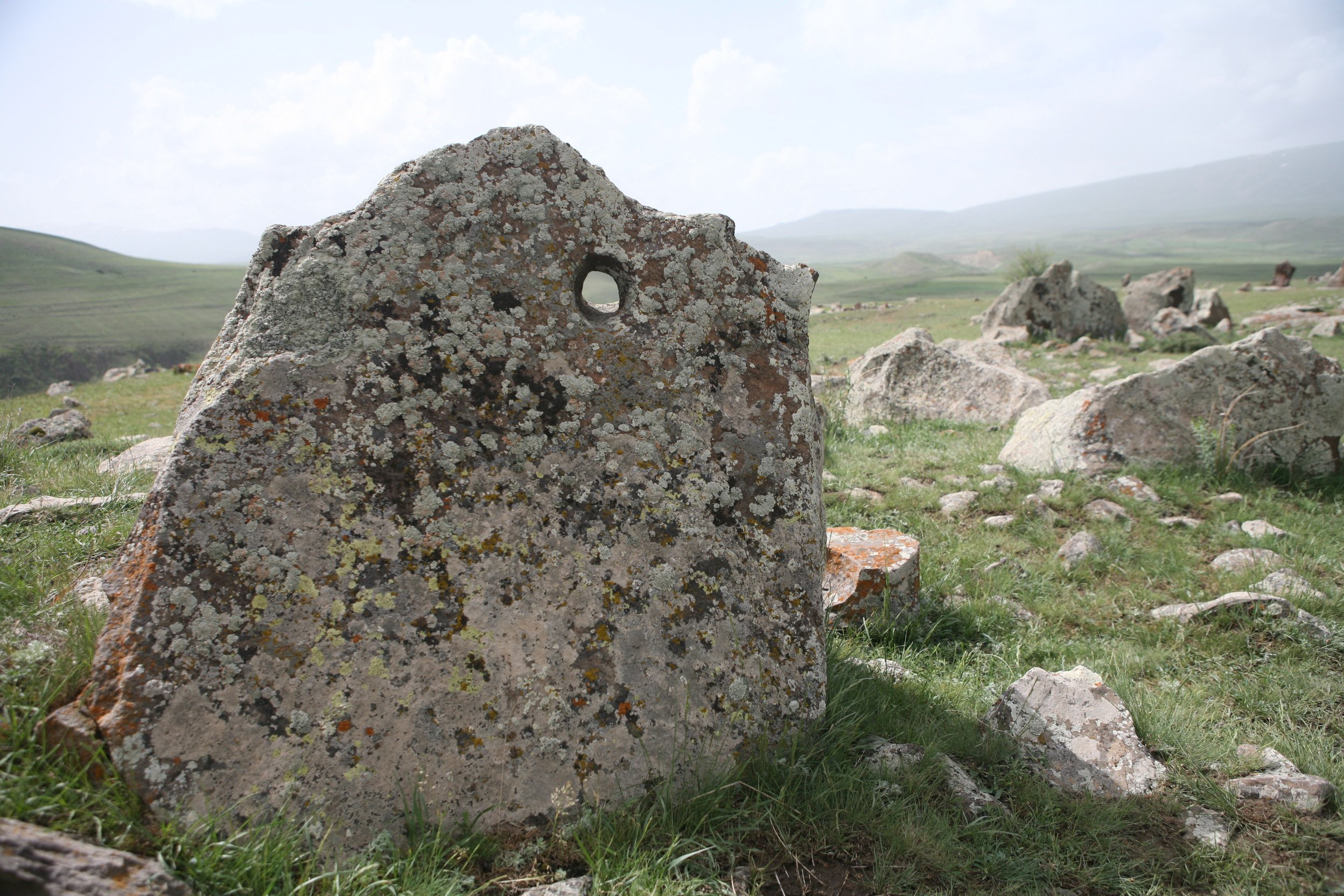
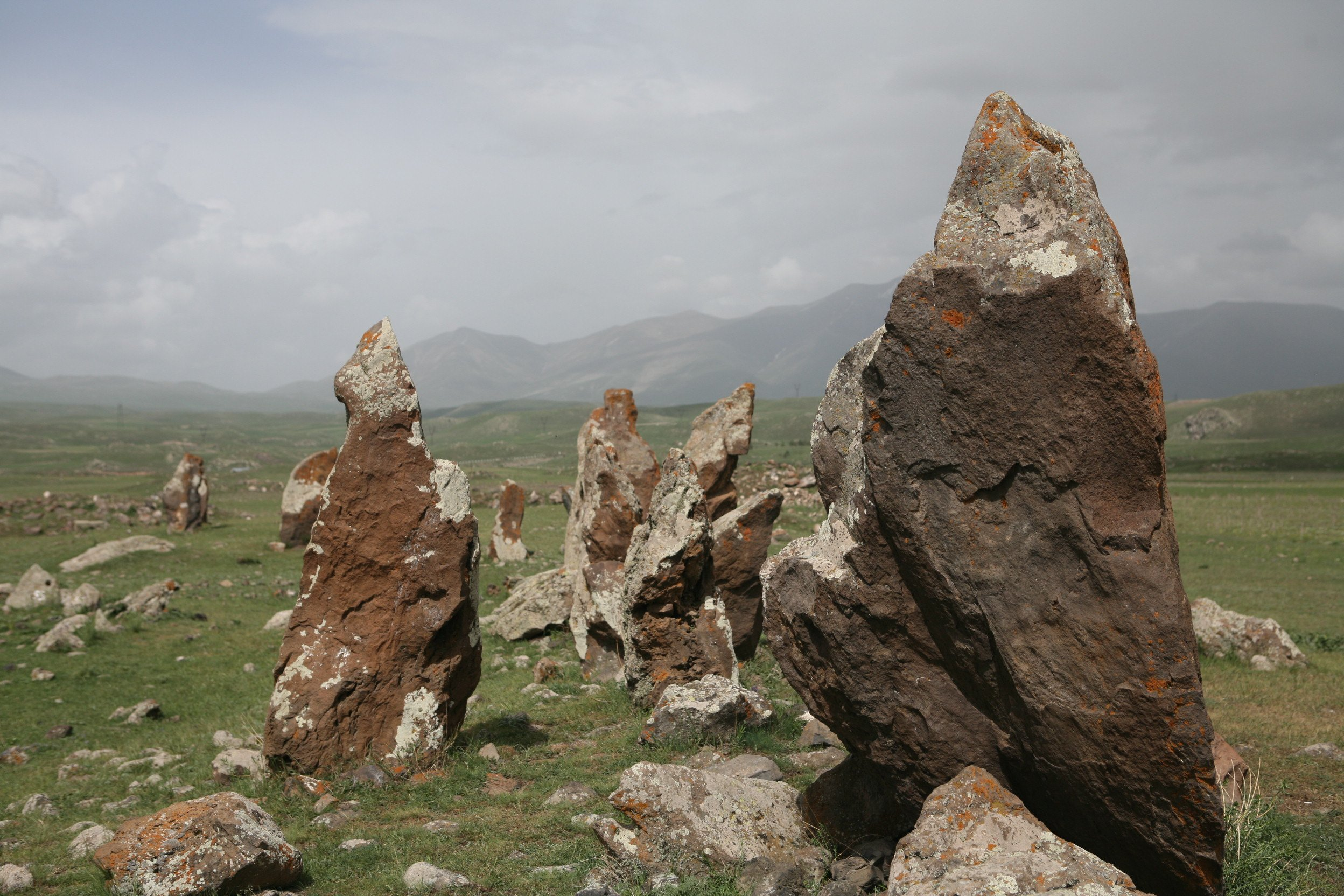
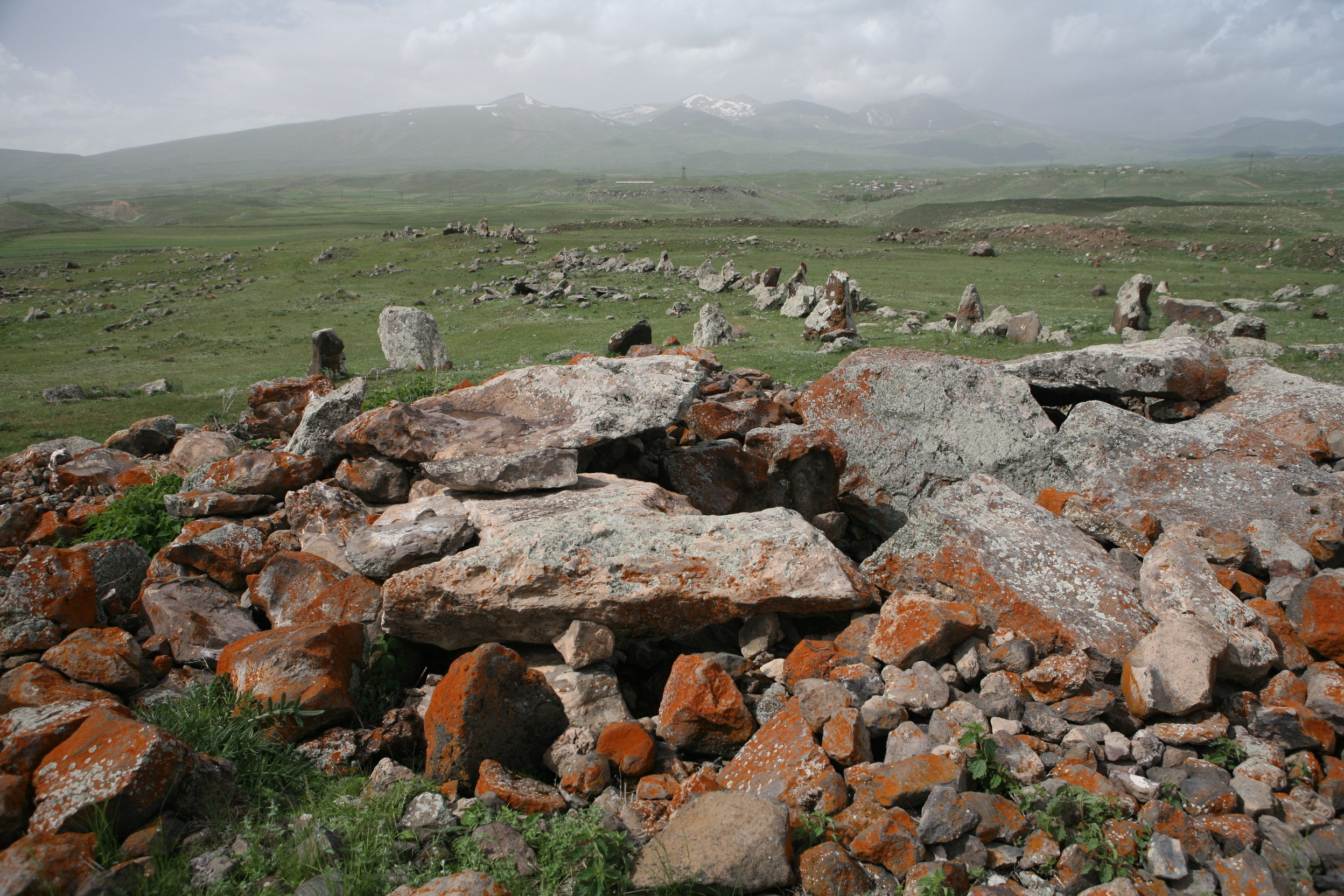
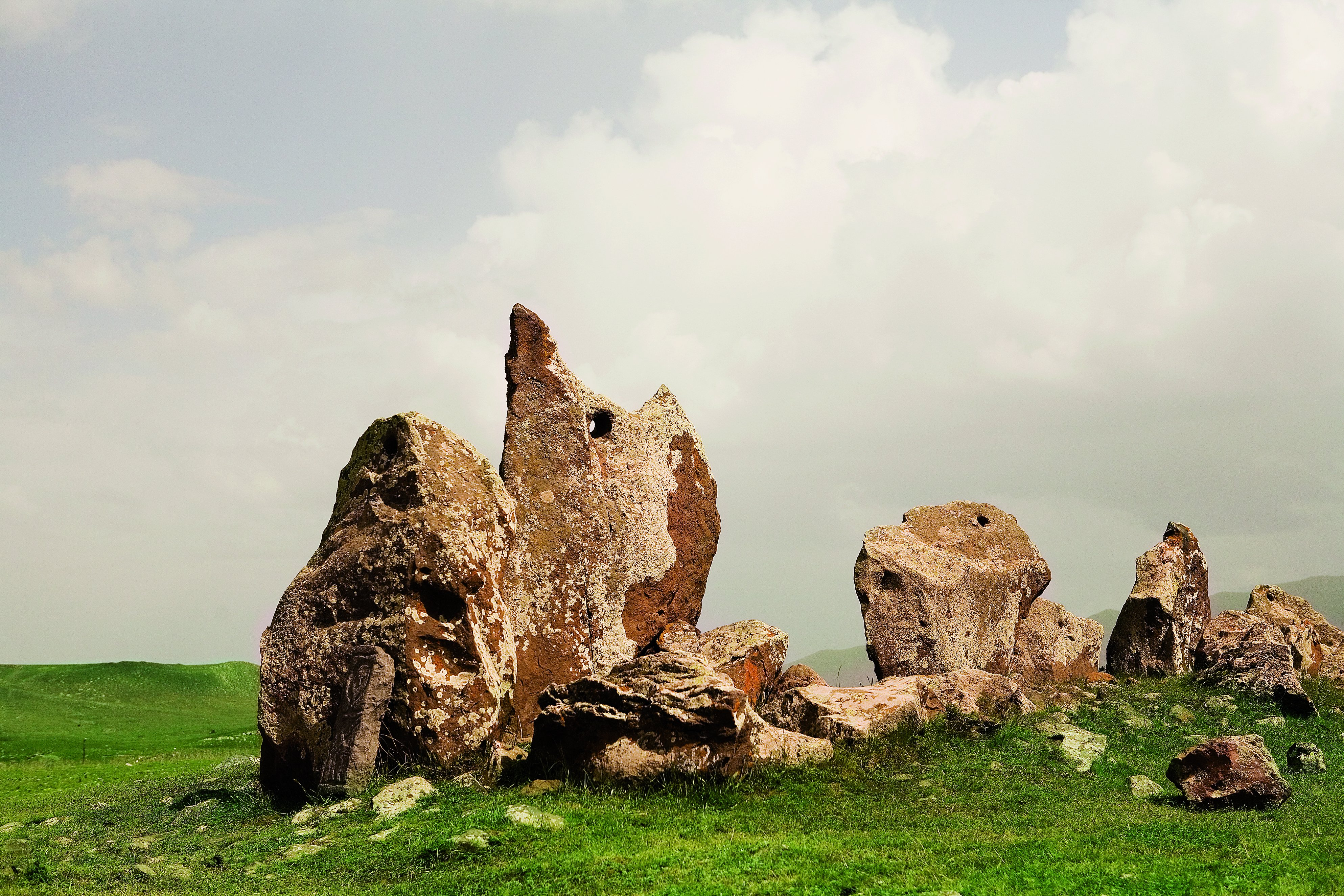
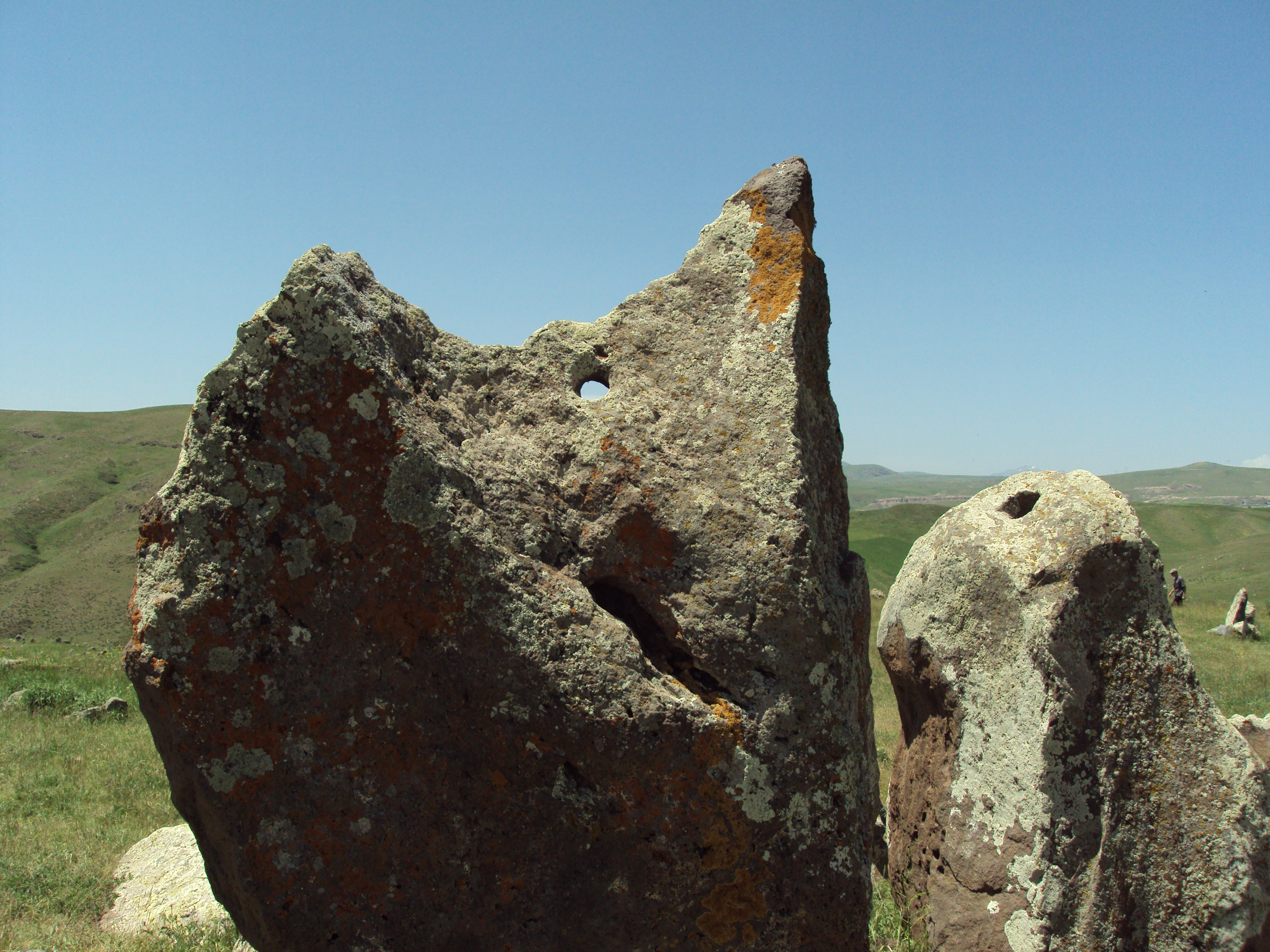
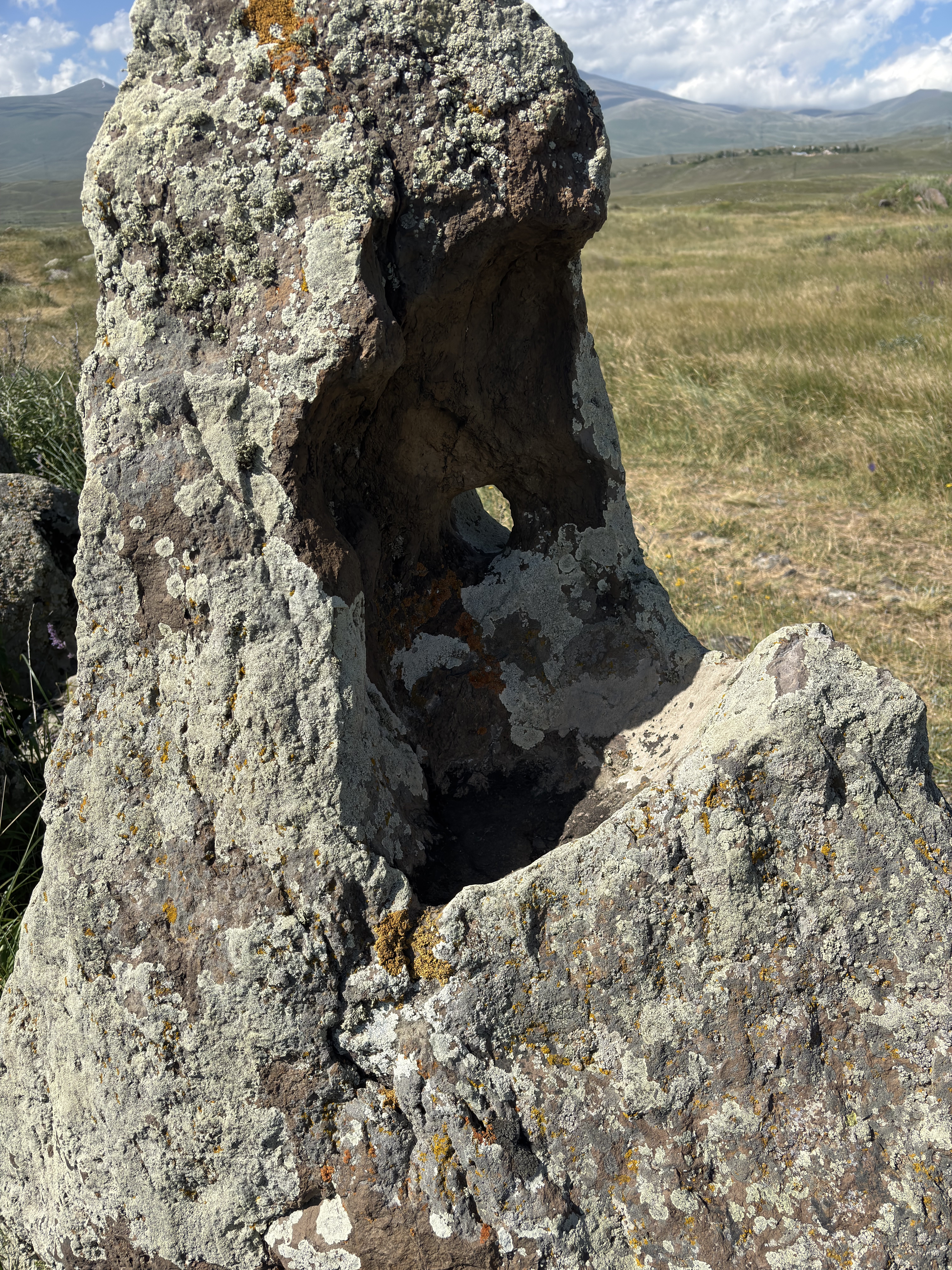
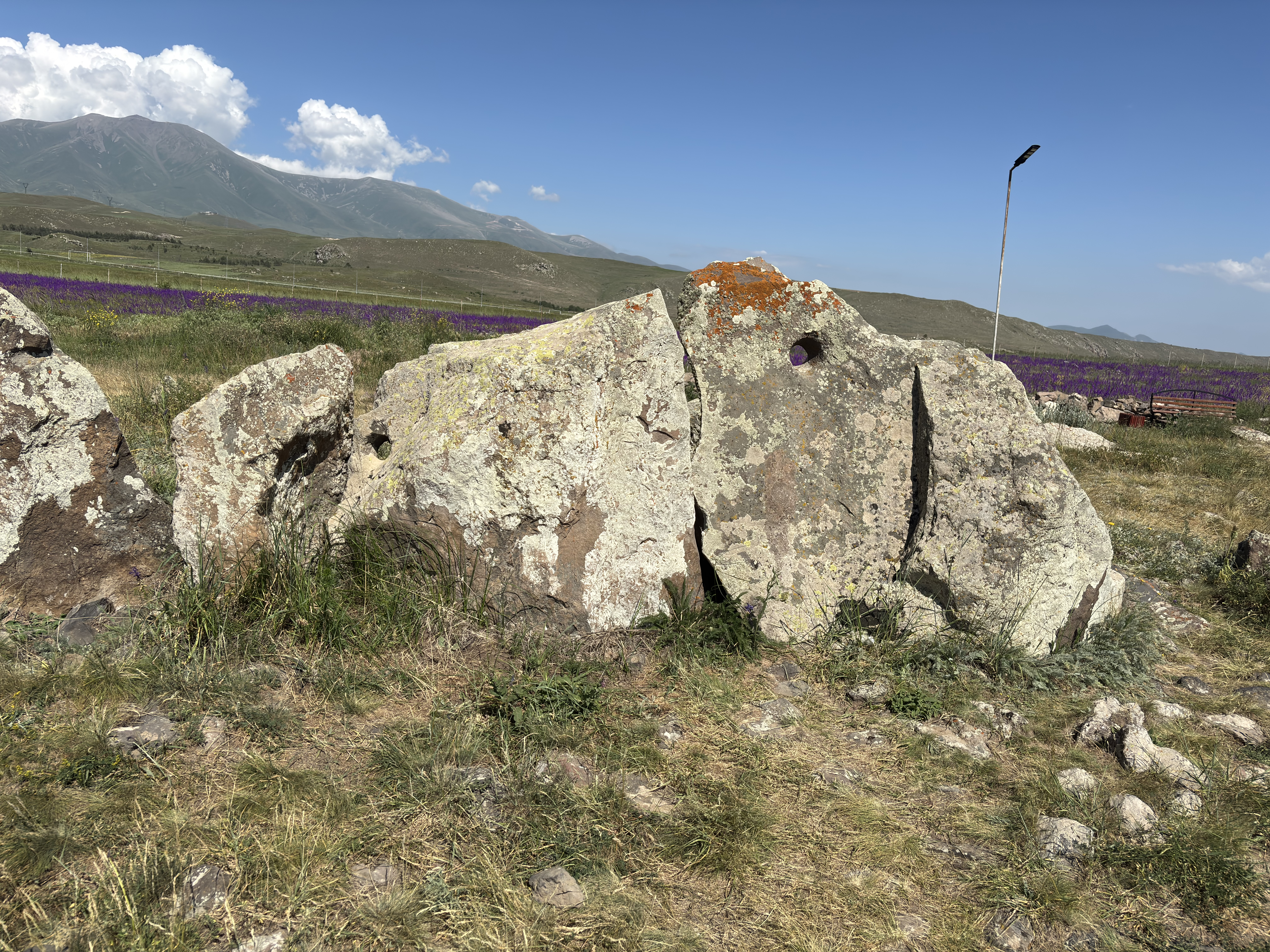
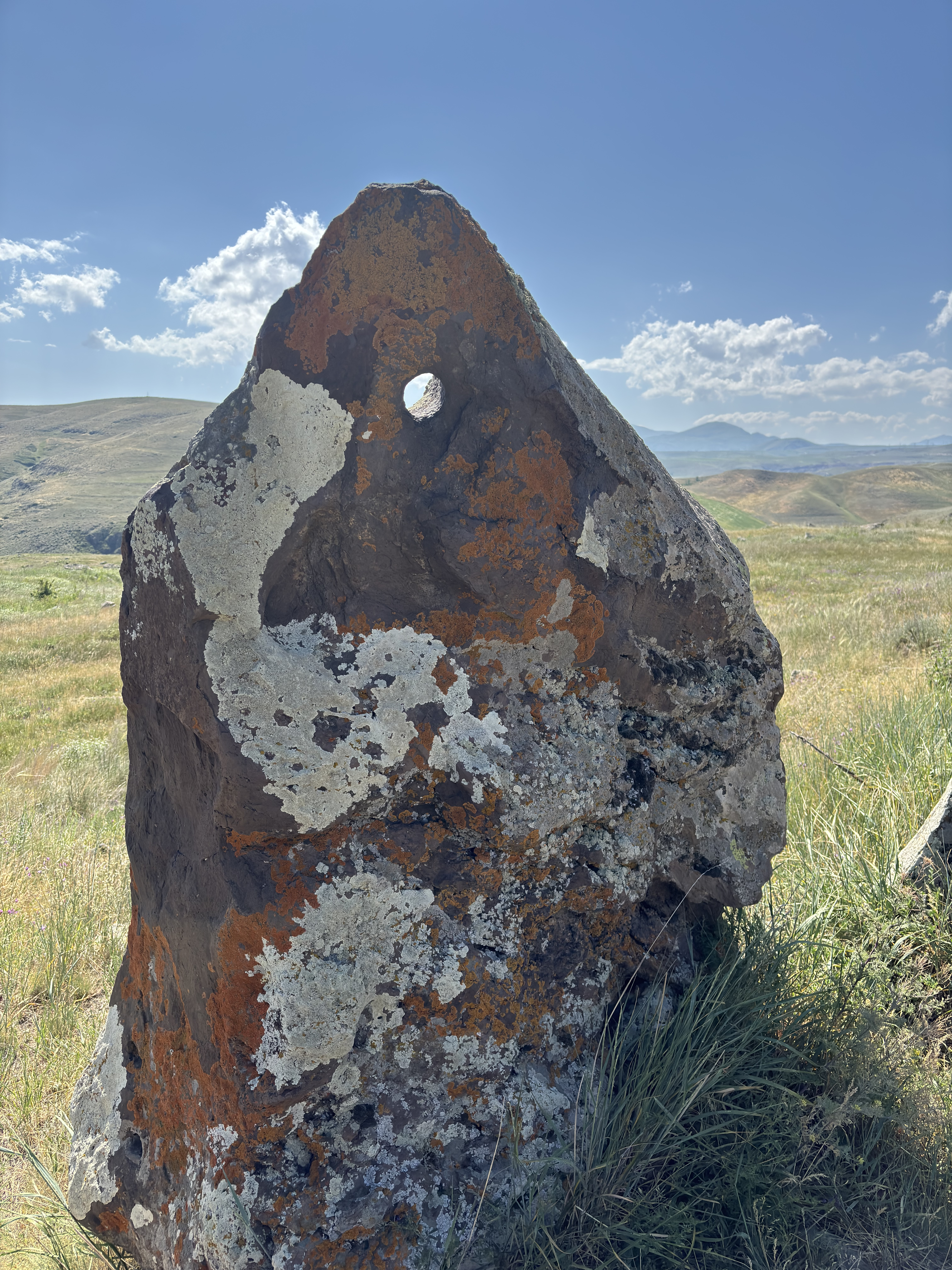
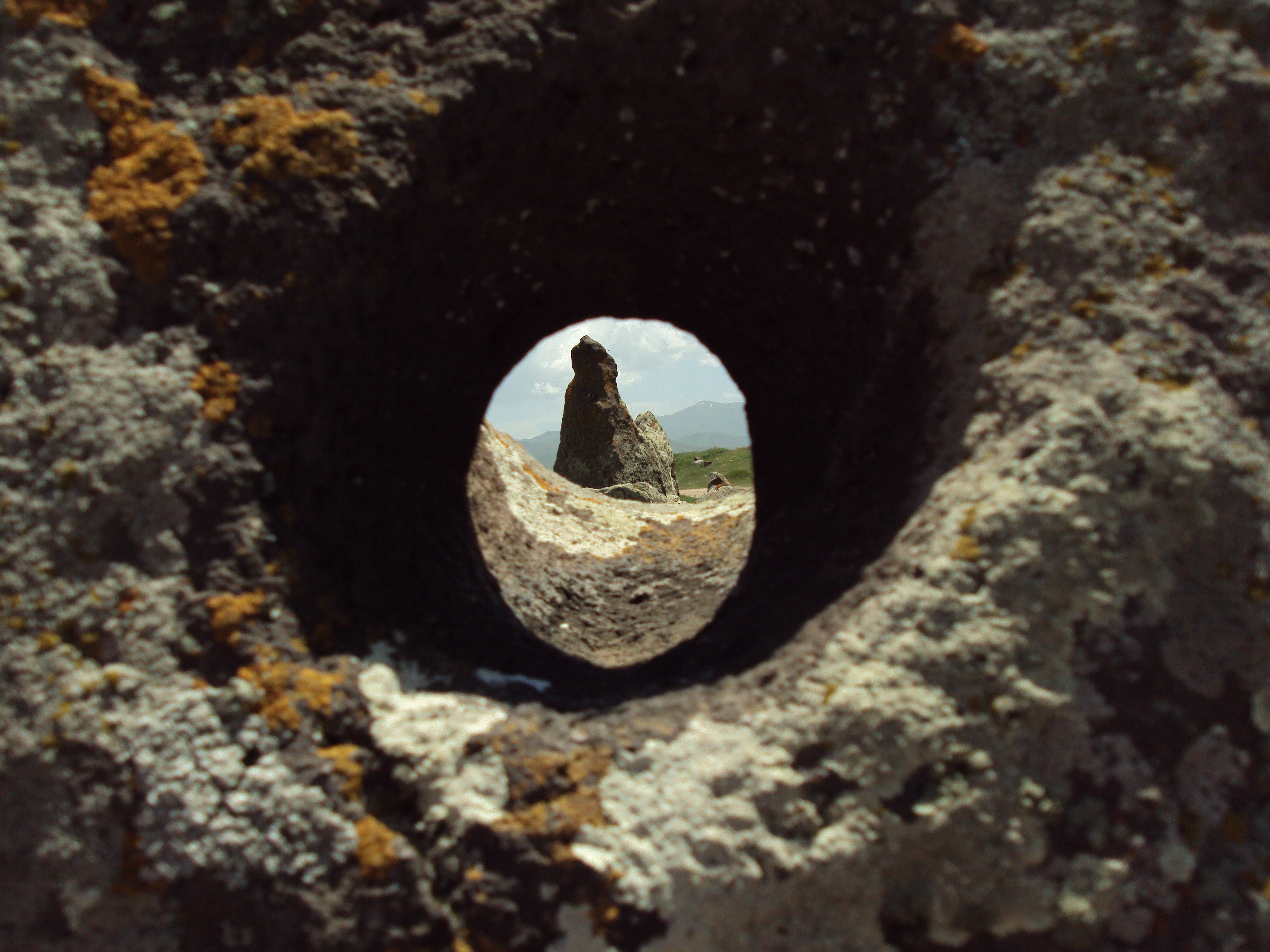